# Gawr Gura
Gawr Gura (がうる・ぐら) est une youtubeuse virtuelle à la retraite affilée à l'agence Hololive Production. Elle est membre du groupe Hololive English – Myth (allias HoloMyth) aux côtés de Takanashi Kiara (ja), Mori Calliope, Ninomae Ina'nis (ja) et Watson Amelia (ja). Elle a fait ses débuts le 13 septembre 2020 et est depuis devenue la YouTubeuse virtuelle rassemblant le plus d'abonnés soit plus de 4 millions. Ses diffusions en direct se concentrent sur le divertissement et consistent principalement en du Let's Play, du karaoké et des discussions avec le public. Gura est souvent appelé Same-chan (サメ) au Japon, signifiant requin.

## Création du personnage
Hololive Production a annoncé des auditions pour les anglophones du 23 avril au 24 mai 2020, à la suite du succès mondial des VTubeuses japonaises. Par la suite, Hololive a annoncé l'arrivée de la première génération anglophone, des VTubeuses nommées HoloMyth. Cette génération, en plus de Gura, est composée de Takanashi Kiara (ja), Mori Calliope, Ninomae Ina'nis (ja) et Watson Amelia (ja).
La conception de Gawr Gura a été illustrée par Amashiro Natsuki et la modélisation originale a été réalisée par Shin Umiushi. Le personnage qu'incarne Gawr Gura est une « fille-requin » âgée de plus de 9 000 ans. Elle est la « descendante de la Cité Perdue d'Atlantis » qui a décidé d'aller chez le monde des humains en disant « C'est trop ennuyeux là-dessous LOLOLOL ! ». Dans le monde des humains, elle a acheté des vêtements avec un chapeau représentant un requin qu'elle adore beaucoup,,.

## Activités
Les activités de Gura sur Twitter ont commencé le 9 septembre 2020. Son premier livestream sur YouTube a été diffusé à 6 heures du matin JST le 13 septembre.
Sa première chanson originale se nomme REFLECT et est sortie le 21 juin 2021.
Le 3 juillet 2021, une figurine Nendoroid de Gawr Gura est annoncée et est produite sur précommande accessible le 6 août. Le 18 mars 2022, à la suite de sa première performance live en 3D au Makuhari Messe, il a été annoncé que la figurine grandeur nature et la figurine à l'échelle 1/7 de Gura, toutes deux exposées à l'exposition, seraient vendues aux enchères à des fins caritatives,.
Le 23 juillet 2021, Gura fait un caméo dans une publicité Taco Bell dans le cadre d'un parrainage de leur produit Nacho Fries,. Selon le directeur créatif Daniel Chen, Taco Bell est la première entreprise américaine à collaborer avec un VTuber. Le 16 décembre 2021, Gura devient un personnage jouable et peut être afficher comme navigatrice sur le menu dans le jeu de rythme Groove Coaster: Wai Wai Party!!!!.
Le 5 février 2022, Gawr Gura et Mori Calliope, autre membre de Hololive Myth forment un duo et sortent un clip vidéo avec leur nouvelle chanson Q composée par DECO*27 avec la participation de Calliope pour les paroles.
Le 25 avril 2022, Cover Corporation annonce le projet Hololive Meet, mettant en vedette tous les talents de Hololive Production et visant à accélérer l'expansion de l'entreprise sur les marchés internationaux. Elle nomme Gawr Gura au côté de Tokino Sora (ja) et Ayunda Risu comme ambassadrices sur le projet. Les trois sont apparus à Anime Expo la même année.
Le 2 décembre 2022, Cover Corporation annonce une collaboration avec le compositeur DECO*27, nommée « Holo*27 », mettant en vedette les talents Hololive pour se produire sur la scène Holo*27 du Hololive 4th Fest. Our Bright Parade du 19 mars 2023 a nommé Gura parmi les membres participants.
Le 8 février 2023, le gouvernement métropolitain de Tokyo a nommé Gura, Mori Calliope et Sakura Miko (ja), membre de Hololive Japan, comme ambassadrices du tourisme de Tokyo dans le but « d'augmenter le nombre de visiteurs et de revitaliser la région » pour les visiteurs potentiels. Hololive Production a noté que les trois VTubeuses « partageront les attractions de Tokyo avec le monde »,,.
Le 13 mars 2023, en préparation du 4e Hololive 4th Fes. Lors du Our Bright Parade, Cover Corporation a présenté une nouvelle série de panneaux d'affichage sur 9 lignes de train du métro de Tokyo, mettant en vedette tous les membres de Hololive, lançant un nouveau slogan « Une nouvelle vie quotidienne est au coin de la rue »,. Le 18 mars, après le premier jour du festivale, il est annoncé que les dix membres de Hololive English donneraient leur premier concert, Connect the World le 2 au YouTube Theater de Los Angeles,. Lors du concert, Gura a présenté une nouvelle chanson Full Color qui sortira ultérieurement.
Le 1er juillet 2023, Cover Corporation a annoncé son événement annuel « Hololive Summer », avec un concert du nom « Splash Party ! » qui tiendra sur deux jours, avec des vidéos courtes sur YouTube et la sortie de Seishun Archive, chanson principale de l'événement.
Le 27 novembre 2023, la ville de Sendai et Cover Corporation ont annoncé une collaboration mettant en vedette Gura à l'aquarium Sendai Umino-Mori. Surnommé « Gurarium in Sendai Umino-Mori Aquarium » et à partir de janvier 2024, Sendai et Gura feront la promotion de la ville et des régions environnantes en présentant des dessins et des histoires originaux dans l'aquarium,.
Le 1er juin 2024, Cover Corporation a annoncé une collaboration avec l'équipe Dodgers de Los Angeles des ligues majeures de baseball pour un événement spécial « Hololive Night » prévu le 5 juillet 2024, qui comprend des cartes commémoratives à collectionner mettant en vedette Gura et les membres de Hololive Japan : Hoshimachi Suisei (ja) et Usada Pekora (ja). Elle apparaît pour chanter la chanson traditionnelle Take Me Out to the Ball Game lors de la septième manche du match mettant en vedette les Dodgers et les Brewers de Milwaukee,,. Plus tard dans le mois, le 8 juin, Cover a annoncé que le deuxième concert de Hololive English, Breaking Dimensions qui aura lieu les 24 et 25 août 2024 au Kings Theatre de Brooklyn à New York dans lequel tous les membres de Hololive English se produiront.
Le 15 avril 2025, Gura a annoncé sa graduation de Hololive à compter du 1er mai, utilisant le terme issu de l'industrie des idols japonaises pour faire référence à la retraite,.

## Popularité
Le 9 septembre 2020, Gura a publié son premier tweet avec seulement la lettre « a ». Le 13 septembre, son premier live en direct a été retardé et ses premiers mots ont été « a ». Plus tard, la diffusion a été interrompue en raison de problèmes d'équipement, laissant des dizaines de milliers d'utilisateurs taper la lettre « a » dans le chat discussion en attendant la reprise de la diffusion. « a » est rapidement devenu un mème Internet. Ceci, combiné à la montée en popularité globale des VTubers (et de la réalité virtuelle en général) à la suite de la pandémie de Covid-19, le mème a probablement contribué au succès rapide de Gura. Son live de démarrage a eu une audience d'environ 45 000 personnes ; la vidéo a gagné plus de 800 000 vues en l'espace de trois jours. Quarante jours seulement après ses débuts, soit le 22 octobre 2020 elle a atteint le million d'abonnés, devenant ainsi la première VTubeuse de Hololive à atteindre ce palier,,, ce qui représente la croissance la plus rapide de toutes les chaînes de VTuber. Elle est la troisième VTuber à atteindre le million, derrière Kizuna AI et Kaguya Luna (ja).
Le 28 novembre 2020, « Gawr Gura » a été répertorié dans le top 100 du Niconico Japanese Internet comme l'un des 100 termes de recherche les plus populaires de cette année-là sur Niconico et Pixiv, se classant 99e. Le 18 janvier 2021, les abonnés de sa chaîne ont dépassé les 2 millions, faisant d'elle la deuxième VTuber à les avoir, juste derrière Kizuna AI,. Elle a célébré son nombre d'abonnés avec un karaoké le 23 janvier. Le 7 mai, sa première vidéo révélant une nouvelle tenue a atteint 194 280 viewers simultanément, battant le record des VTubers précédemment détenu par Sakura Miko (environ 145 000),.
Le 30 juin à 5h01 (UTC+0), elle a atteint 2,97 millions d'abonnés et le 1er juillet, elle dépasse Kizuna AI en tant que VTuber avec le plus d'abonnés sur YouTube,,. Le 4 juillet, elle est devenue la première YouTubeuse virtuelle à atteindre 3 millions d'abonnés,,. Enfin, le 15 septembre 2022, Gawr Gura atteint le palier des 4 millions d'abonnés lors d'un live du jeu WWE 2K22 et garde son titre de YouTubeuse virtuelle avec le plus d'abonnés.
D'après le Los Angeles Times, une moitié du public de Gawr Gura est composée de personnes de 24 ans ou moins, et neuf personnes sur dix sont des hommes.

## Discographie

### Singles
| Titre                   | Année            | Compositeur               | Paroles               | N° Catalogue |
| ----------------------- | ---------------- | ------------------------- | --------------------- | ------------ |
| REFLECT                 | 22 juin 2021     | Farhan Sarasin            | Neko Hacker Gawr Gura | CVRD-048     |
| blue horizon!!          | 21 juillet 2023  | WunderRiKU                |                       |              |
| Tokyo Wabi-Sabi Lullaby | 26 novembre 2023 | HoneyWorks MARUMOCHI      | HoneyWorks MARUMOCHI  | CVRD-360     |
| GIVE UP 今世 壊         | 26 juin 2024     | DYES IWASAKI (FAKE TYPE.) | biz                   |              |
| Ash again               | 20 avril 2025    | Casey Edwards             | Casey Edwards         |              |

### Collaborations
| Titre                                                               | Année             | Compositeur                  | Paroles                      | Chanteuses | N° Catalogue |
| ------------------------------------------------------------------- | ----------------- | ---------------------------- | ---------------------------- | --- | ------------ |
| Domination! All the World Is an Ocean (浸食!! 地球全域全おーしゃん) | 19 septembre 2021 | Camélia (かめりあ)           | Camélia (かめりあ)           | Minato Aqua, Houshou Marine, Ninomae Ina'nis, Gawr Gura | CVRD-077     |
| Myth or Treat - Happy Halloween                                     | 1er novembre 2021 | Farhan Sarasin               | Mori Calliope                | Mori Calliope, Takanashi Kiara, Ninomae Ina'nis, Gawr Gura, Watson Amelia |              |
| Journey Like a Thousand Years                                       | 14 janvier 2022   | Farhan Sarasin               | Mori Calliope                | Mori Calliope, Takanashi Kiara, Ninomae Ina'nis, Gawr Gura, Watson Amelia | CVRD-113     |
| Q                                                                   | 5 février 2022    | DECO* 27                     | DECO* 27 Mori Calliope       | Mori Calliope, Gawr Gura | CVRD-126     |
| It Comes Ryuuu And It goes Kyuuu (りゅーーっときてきゅーーっ!!!)    | 29 août 2022      | Camélia (かめりあ)           | Camélia (かめりあ)           | Minato Aqua, Houshou Marine, Sakamata Chloe, Ninomae Ina'nis, Gawr Gura | CVRD-205     |
| Non-Fiction                                                         | 28 septembre 2022 | Elliot Hsu                   | Mori Calliope                | Mori Calliope, Takanashi Kiara, Ninomae Ina'nis, Gawr Gura, Watson Amelia | CVRD-220     |
| Sweet Appetite                                                      | 17 février 2023   | DECO*27                      | DECO*27 DELTA                | Gawr Gura, Hakos Baelz | TFDS-00889   |
| UMISEA no SACHIHAPPY! (うみシーのさちハピ!)                         | 3 mai 2023        | D.watt (IOSYS)               | Shichijō Retasu (七条レタス) | Minato Aqua, Houshou Marine, Sakamata Chloe, Ninomae Ina'nis, Gawr Gura | CVRD-286     |
| Connect the World                                                   | 17 juin 2023      | Ryota Nakano                 | Steph                        | Mori Calliope, Takanashi Kiara, Ninomae Ina'nis, Gawr Gura, Watson Amelia, IRyS, Ceres Fauna, Ouro Kronii, Nanashi Mumei, Hakos Baelz                                                             | CVRD-299     |
| Seishun Archive (青春アーカイブ)                                    | 2 juillet 2023    | HoneyWorks                   |                              | Tokino Sora, Shikarami Fubuki, Minato Aqua, Hoshimachi Suisei, Amane Kanata, Moona Hoshinova, Airani Iofifteen, Takanashi Kiara, Gawr Gura                                                        | CVRD-303     |
| Ocean wave Party☆Live (おーしゃんうぇーぶ・Party☆らぃ)              | 14 août 2023      | Yuko Miyakoshi               | Yuko Miyakoshi               | Minato Aqua, Houshou Marine, Sakamata Chloe, Ninomae Ina'nis, Gawr Gura | CVRD-318     |
| SHINKIRO                                                            | 13 novembre 2023  | Kanke                        | Takeshi Matsumoto            | Houshou Marine, Gawr Gura | CVRD-351     |
| ReUnion                                                             | 11 janvier 2024   | Neko Hacker                  | Steph                        | Mori Calliope, Takanashi Kiara, Ninomae Ina'nis, Gawr Gura, Watson Amelia | CVRD-385     |
| Breaking Dimensions                                                 | 14 aout 2024      | Carlos Okabe Masaki Tomiyama | Steph                        | Mori Calliope, Takanashi Kiara, Ninomae Ina'nis, Gawr Gura, Watson Amelia, IRyS, Ceres Fauna, Ouro Kronii, Nanashi Mumei, Hakos Baelz, Shiori Novella, Koseki Bijou, Nerissa Ravencroft, FUWAMOCO | CVRD-448     |
| The Show Goes On!                                                   | 15 septembre 2024 | Yosuke Yamashita             | Steph                        | Mori Calliope, Takanashi Kiara, Ninomae Ina'nis, Gawr Gura, Watson Amelia | CVRD-471     |

## Distinctions
| Année | Organisateur(s)   | Prix                                    | Résultat | Ref    |
| ----- | ----------------- | --------------------------------------- | -------- | ------ |
| 2023  | Streamy Awards    | VTuber                                  | Lauréat  | ,      |
| 2023  | The Vtuber Awards | Base de fans la plus dévouée (Chumbuds) | Lauréat  | [ 56 ] |